# Cepheuptychia romani
Espèce
Cepheuptychia romani est une espèce de papillons de la famille des Nymphalidae et de la sous-famille des Satyrinae et du genre Cepheuptychia.

## Dénomination
Cepheuptychia romani a été décrit et publié en 1929 par Per Olof Christopher Aurivillius sous le nom d’Euptychia romani.

## Écologie et distribution
Cepheuptychia romani est présent au Brésil.

## Protection
Pas de statut de protection particulier